# Kai Larsen
Kai Larsen (né le 15 novembre 1926 à Hillerød - mort le 23 aout 2012) est un botaniste danois.
Il enseigne la botanique à l’université d'Aarhus et est professeur émérite à partir de 1996. Il est l’éditeur danois de la Flora Nordica, il est aussi l’éditeur de Flora Thailand et participe aux Flora of China et de Flora Malesiana.
Larser est membre de l'Académie royale danoise des sciences et des lettres et de l'Académie norvégienne des sciences et des lettres. Il travaille principalement sur la flore asiatique particulièrement sur celle de Thaïlande, de Malaisie et d’Indochine. Il réalise la révision de plusieurs familles comme les Caesalpiniaceae, Caryophyllaceae et Lowiaceae dans le cadre de flores régionales. Il travaille aujourd’hui sur Zingiberaceae de Thaïlande et de Mélanésie.

## Source
- (en) Cet article est partiellement ou en totalité issu de l’article de Wikipédia en anglais intitulé « Kai Larsen » (voir la liste des auteurs) (version du 14 mars 2007).